# 7507 Israel
7507 Israel là một tiểu hành tinh vành đai chính đặt tên theo tên Frank Pieter Israel, một nhà thiên văn học người Hà Lan.